# Allanthalia pallida
Allanthalia pallida is een vliegensoort uit de familie van de Hybotidae.. De wetenschappelijke naam van de soort is voor het eerst geldig gepubliceerd in 1838 door Zetterstedt.